# Phase finale de la Ligue des nations de l'UEFA 2020-2021
 (octobre 2021).
Si vous disposez d'ouvrages ou d'articles de référence ou si vous connaissez des sites web de qualité traitant du thème abordé ici, merci de compléter l'article en donnant les références utiles à sa vérifiabilité et en les liant à la section « Notes et références ».
Navigation
Édition précédente Édition suivante
La Phase finale de la Ligue des nations de l'UEFA 2020-2021 (ou Final four de la Ligue des nations) est le tournoi final de la seconde édition de la Ligue des nations de l'UEFA, et se tient du 6 au 10 octobre 2021. Le 18 novembre 2020, l'Italie devient le pays hôte de la phase finale à la suite d'une victoire en Bosnie-Herzégovine, qui assure à La Nazionale la première place du groupe 1 de la Ligue A.
Ce mini tournoi consiste à réunir les quatre demi-finalistes dans un même lieu sur quelques jours. Les deux vainqueurs des demi-finales s'affrontent alors pour le titre. Les deux autres perdants des demi-finales s'affrontent pour la 3e place du tournoi.

## Format et règlements
Les matchs de la phase finale sont à élimination directe. En cas de match nul à la fin du temps réglementaire, une prolongation de 2 fois 15 minutes est jouée (sauf dans le match pour la troisième place où la séance de tirs au but a lieu directement après les 90 minutes) ; un sixième changement est alors autorisé. Si les deux équipes sont toujours à égalité, une séance de tirs au but détermine le vainqueur. Enfin, tous les matchs bénéficieront de la technologie sur la ligne de but, de la VAR et des 5 changements.
Chaque nation doit fournir une liste de 23 joueurs, dont trois doivent être des gardiens. Chaque liste doit être définitive 10 jours avant le match d'ouverture. Un joueur qui déclare forfait avant le premier match de son équipe peut être remplacé, sous réserve de l’approbation finale de l’UEFA.

## Qualifications
Les quatre pays vainqueurs de leur groupe dans la Ligue A se qualifient pour la phase finale de la Ligue des nations.

### Équipes qualifiées
| Vainqueur | Pays               | Date de qualification | Classement général de la Ligue A | Participations à la phase finale |
| --------- | ------------------ | --------------------- | -------------------------------- | -------------------------------- |
| Groupe 1  | Italie (pays hôte) | 18 novembre 2020      | 3e                               | Première                         |
| Groupe 2  | Belgique           | 18 novembre 2020      | 2e                               | Première                         |
| Groupe 3  | France             | 14 novembre 2020      | 1er                              | Première                         |
| Groupe 4  | Espagne            | 17 novembre 2020      | 4e                               | Première                         |

### Tirage au sort
Le tirage au sort de la phase finale de la Ligue des nations de l'UEFA 2020-2021 a eu lieu le 3 décembre 2020 à 17h30.

## Désignation du pays hôte
L'Italie, la Pologne et les Pays-Bas qui évoluaient dans le même groupe, étaient candidates à l'organisation de la phase finale. Le 18 novembre 2020, à la suite d'une victoire en Bosnie-Herzégovine, l'Italie s'assure de la première place du groupe 1 de la Ligue A. En même temps que la qualification, l'Italie devient le pays hôte de la phase finale de la Ligue des nations.

### Villes et stades
Le cahier des charges de l'UEFA stipule que la phase finale doit se dérouler dans deux stades d'une capacité minimale de 30 000 places : soit dans la même ville, soit séparés d'une distance inférieure à 150 km.
| [[Fichier:Italy provincial location map 2016.svg\|175px\|{{#if:\|{{{alt}}}\|Phase finale de la Ligue des nations de l'UEFA 2020-2021 est dans la page Italie.]]Turin Milan | Turin             | Milan             |
| --- | ----------------- | ----------------- |
| [[Fichier:Italy provincial location map 2016.svg\|175px\|{{#if:\|{{{alt}}}\|Phase finale de la Ligue des nations de l'UEFA 2020-2021 est dans la page Italie.]]Turin Milan | Juventus Stadium  | Stade San Siro    |
| [[Fichier:Italy provincial location map 2016.svg\|175px\|{{#if:\|{{{alt}}}\|Phase finale de la Ligue des nations de l'UEFA 2020-2021 est dans la page Italie.]]Turin Milan | Capacité : 41 571 | Capacité : 75 923 |
| [[Fichier:Italy provincial location map 2016.svg\|175px\|{{#if:\|{{{alt}}}\|Phase finale de la Ligue des nations de l'UEFA 2020-2021 est dans la page Italie.]]Turin Milan | Juventus Stadium  | Stade de San_Siro |

## Tableau final
|  | Demi-finales                               | Demi-finales                     |                        |   | Finale                            | Finale                            |
|  | Demi-finales                               | Demi-finales                     |                        |   | Finale                            | Finale                            |
|  |                                            |                                  |                        |   |                                   |                                   |
|  | 6 octobre 2021 à San Siro, Milan           | 6 octobre 2021 à San Siro, Milan |                        |   | 10 octobre 2021 à San Siro, Milan | 10 octobre 2021 à San Siro, Milan |
|  | 6 octobre 2021 à San Siro, Milan           | 6 octobre 2021 à San Siro, Milan |                        |   | 10 octobre 2021 à San Siro, Milan | 10 octobre 2021 à San Siro, Milan |
|  | Italie                                     | 1                                |                        |   | 10 octobre 2021 à San Siro, Milan | 10 octobre 2021 à San Siro, Milan |
|  | Italie                                     | 1                                |                        |   | 10 octobre 2021 à San Siro, Milan | 10 octobre 2021 à San Siro, Milan |
|  | Espagne                                    | 2                                |                        |   | 10 octobre 2021 à San Siro, Milan | 10 octobre 2021 à San Siro, Milan |
|  | Espagne                                    | 2                                | Espagne                | 1 |                                   |                                   |
|  | 7 octobre 2021 au Juventus Stadium, Turin  |                                  | Espagne                | 1 |                                   |                                   |
|  |                                            | France                           | 2                      |   |                                   |                                   |
|  | Belgique                                   | France                           | 2                      | 2 |                                   |                                   |
|  | Belgique                                   |                                  |                        | 2 |                                   |                                   |
|  | France                                     | 3                                |                        |   |                                   |                                   |
|  | France                                     | 3                                | Match pour la 3e place |   |                                   |                                   |
|  |                                            |                                  |                        |   |                                   |                                   |
|  | 10 octobre 2021 au Juventus Stadium, Turin |                                  |                        |   |                                   |                                   |
|  |                                            |                                  |                        |   |                                   |                                   |
|  | Italie                                     | 2                                |                        |   |                                   |                                   |
|  | Italie                                     | 2                                |                        |   |                                   |                                   |
|  | Belgique                                   | 1                                |                        |   |                                   |                                   |
|  | Belgique                                   | 1                                |                        |   |                                   |                                   |

### Demi-finales
| Match 1                       | Italie                            | 1 - 2   | Espagne                                                   | San Siro, Milan                                                                |                                                                                |
| Mercredi 6 octobre 2021 20h45 | ( Federico Chiesa) Pellegrini 83e | (0 - 2) | 17e F. Torres (Oyarzabal ) · 45+2e F. Torres (Oyarzabal ) | Spectateurs : 33 524 Arbitrage : Sergei Karasev Arbitre vidéo : Pol van Boekel | Spectateurs : 33 524 Arbitrage : Sergei Karasev Arbitre vidéo : Pol van Boekel |
| Mercredi 6 octobre 2021 20h45 | Rapport                           |         |                                                           | Spectateurs : 33 524 Arbitrage : Sergei Karasev Arbitre vidéo : Pol van Boekel | Spectateurs : 33 524 Arbitrage : Sergei Karasev Arbitre vidéo : Pol van Boekel |

| Italie | Espagne |

|                 | 21 | Gianluigi Donnarumma  |          |     |
|                 | 13 | Emerson               |          |     |
|                 | 23 | Alessandro Bastoni    |          |     |
|                 | 19 | Leonardo Bonucci      | 30e, 42e |     |
|                 | 2  | Giovanni Di Lorenzo   |          |     |
|                 | 6  | Marco Verratti        |          | 58e |
|                 | 8  | Jorginho              |          | 64e |
|                 | 18 | Nicolò Barella        |          | 72e |
|                 | 10 | Lorenzo Insigne       |          | 58e |
|                 | 20 | Federico Bernardeschi |          | 46e |
|                 | 14 | Federico Chiesa       |          |     |
| Remplaçants :   |    |                       |          |     |
|                 | 3  | Giorgio Chiellini     |          | 46e |
|                 | 17 | Moise Kean            |          | 58e |
|                 | 5  | Manuel Locatelli      | 82e      | 58e |
|                 | 7  | Lorenzo Pellegrini    |          | 64e |
|                 | 4  | Davide Calabria       |          | 72e |
| Sélectionneur : |    |                       |          |     |
| Roberto Mancini |    |                       |          |     |

|                 | 23 | Unai Simón        |     |     |
|                 | 17 | Marcos Alonso     |     |     |
|                 | 3  | Pau Torres        |     |     |
|                 | 19 | Aymeric Laporte   |     |     |
|                 | 2  | César Azpilicueta |     |     |
|                 | 9  | Gavi              |     | 84e |
|                 | 5  | Sergio Busquets   |     |     |
|                 | 8  | Koke              |     | 75e |
|                 | 21 | Mikel Oyarzabal   | 89e |     |
|                 | 11 | Ferran Torres     |     | 49e |
|                 | 22 | Pablo Sarabia     | 65e | 75e |
| Remplaçants :   |    |                   |     |     |
|                 | 7  | Yeremi Pino       | 71e | 49e |
|                 | 20 | Mikel Merino      |     | 75e |
|                 | 6  | Bryan Gil         |     | 75e |
|                 | 10 | Sergi Roberto     |     | 84e |
| Sélectionneur : |    |                   |     |     |
| Luis Enrique    |    |                   |     |     |

| Homme du match: Ferran Torres |

| Match 2                    | Belgique                                            | 2 - 3   | France                                                       | Juventus Stadium, Turin                                                           |                                                                                   |
| Jeudi 7 octobre 2021 20h45 | ( De Bruyne) Carrasco 37e · ( De Bruyne) Lukaku 40e | (2 - 0) | 62e Benzema (Mbappé ) · 69e (pen.) Mbappé · 90e T. Hernandez | Spectateurs : 12 409 Arbitrage : Daniel Siebert Arbitre vidéo : Christian Dingert | Spectateurs : 12 409 Arbitrage : Daniel Siebert Arbitre vidéo : Christian Dingert |
| Jeudi 7 octobre 2021 20h45 | Rapport                                             |         |                                                              | Spectateurs : 12 409 Arbitrage : Daniel Siebert Arbitre vidéo : Christian Dingert | Spectateurs : 12 409 Arbitrage : Daniel Siebert Arbitre vidéo : Christian Dingert |

Très attendue, cette seconde demi-finale est un remake de la première demi-finale de la dernière coupe du monde. 
Le match tourne très vite à l'avantage de la Belgique, quand dès la 4ème minute Kevin De Bruyne manque d'ouvrir le score. Une parade réflexe exceptionnelle d'Hugo Lloris permet à la France d'éviter d'encaisser un but dès les premières minutes du match. Cependant les Diables rouges dominent complètement les Tricolores et finissent par ouvrir le score par Yannick Carrasco à la 37e minute. D'une frappe croisée, le milieu de terrain trompe Hugo Lloris et permet à la Belgique de mener 1-0.
A peine trois minutes plus tard, Romelu Lukaku laisse passer un ballon sur le côté droit et devance Hernandez à la course. Dans un angle fermé, l'attaquant belge catapulte le ballon dans la lucarne opposée, sans laisser la moindre chance au portier français. A la pause, la France est complètement dominée par son adversaire 2-0. 
Étonnamment, la deuxième mi-temps tourne très rapidement à l'avantage des Français. Les rôles s'inversant, les Bleus deviennent plus vifs et percutants et réduisent l'écart par l'intermédiaire de Karim Benzema. Servi par Mbappé, l'attaquant français dispose de trois défenseurs belges dans un tout petit espace et trompe Thibaut Courtois d'une frappe croisée. Sept minutes plus tard, et alors que la France continue de dominer la rencontre, Griezmann est renversé par Tielemans. L'arbitre est appelé par la VAR et siffle finalement le pénalty. Mbappé transforme et la France revient au score 2-2. 
Si la France continue de dominer outrageusement la rencontre, le match se ferme peu à peu, les deux équipes semblant se craindre l'une l'autre. À trois minutes de la fin du temps réglementaire, Lukaku marque un doublé sur un excellent service de Carrasco. Le but est finalement refusé pour une position de hors-jeu. Trois minutes plus tard, Griezmann décale idéalement Pavard qui centre au second poteau. Légèrement excentré, le centre fuit Benzema qui laisse la place à Théo Hernandez. Le défenseur latéral français prend le temps de contrôler le ballon et tire poteau opposé. Courtois est battu et la France prend le score pour son compte tout à la fin du match. 
La France se qualifie 3-2 pour la finale, dans un match qui ne semblait nullement acquis. La Belgique, ultra-dominante en première période, s'est retrouvée complètement étouffée par la France dans la seconde.
| Belgique | France |

|                  | 1  | Thibaut Courtois  |     |       |
|                  | 5  | Jan Vertonghen    | 67e |       |
|                  | 3  | Jason Denayer     |     |       |
|                  | 2  | Toby Alderweireld |     |       |
|                  | 11 | Yannick Carrasco  |     |       |
|                  | 8  | Youri Tielemans   |     | 70e   |
|                  | 6  | Axel Witsel       |     |       |
|                  | 21 | Timothy Castagne  |     | 90+2e |
|                  | 10 | Eden Hazard       |     | 74e   |
|                  | 9  | Romelu Lukaku     |     |       |
|                  | 7  | Kevin De Bruyne   |     |       |
| Remplaçants :    |    |                   |     |       |
|                  | 17 | Hans Vanaken      |     | 70e   |
|                  | 20 | Leandro Trossard  |     | 74e   |
|                  | 23 | Michy Batshuayi   |     | 90+2e |
| Sélectionneur :  |    |                   |     |       |
| Roberto Martínez |    |                   |     |       |

|                  | 1  | Hugo Lloris         |  |       |
|                  | 21 | Lucas Hernandez     |  |       |
|                  | 4  | Raphaël Varane      |  |       |
|                  | 5  | Jules Koundé        |  |       |
|                  | 22 | Théo Hernandez      |  |       |
|                  | 14 | Adrien Rabiot       |  | 75e   |
|                  | 6  | Paul Pogba          |  |       |
|                  | 2  | Benjamin Pavard     |  | 90+2e |
|                  | 7  | Antoine Griezmann   |  |       |
|                  | 10 | Kylian Mbappé       |  |       |
|                  | 19 | Karim Benzema       |  | 90+7e |
| Remplaçants :    |    |                     |  |       |
|                  | 8  | Aurélien Tchouaméni |  | 75e   |
|                  | 12 | Léo Dubois          |  | 90+2e |
|                  | 17 | Jordan Veretout     |  | 90+7e |
| Sélectionneur :  |    |                     |  |       |
| Didier Deschamps |    |                     |  |       |

| Homme du match: Kylian Mbappé |

### Match pour la troisième place
| Match 3                        | Italie                           | 2 - 1   | Belgique         | Juventus Stadium, Turin                                                       |                                                                               |
| Dimanche 10 octobre 2021 15h00 | Barella 46e · Berardi 65e (pen.) | (0 - 0) | 86e De Ketelaere | Spectateurs : 16 724 Arbitrage : Srdjan Jovanović Arbitre vidéo : Marco Fritz | Spectateurs : 16 724 Arbitrage : Srdjan Jovanović Arbitre vidéo : Marco Fritz |
| Dimanche 10 octobre 2021 15h00 | Rapport                          |         |                  | Spectateurs : 16 724 Arbitrage : Srdjan Jovanović Arbitre vidéo : Marco Fritz | Spectateurs : 16 724 Arbitrage : Srdjan Jovanović Arbitre vidéo : Marco Fritz |

| Italie | Belgique |

|                 | 21 | Gianluigi Donnarumma  |     |       |
|                 | 13 | Emerson               | 82e |       |
|                 | 23 | Alessandro Bastoni    |     |       |
|                 | 15 | Francesco Acerbi      |     |       |
|                 | 2  | Giovanni Di Lorenzo   | 30e |       |
|                 | 7  | Lorenzo Pellegrini    |     | 70e   |
|                 | 5  | Manuel Locatelli      |     |       |
|                 | 18 | Nicolò Barella        |     | 70e   |
|                 | 11 | Domenico Berardi      |     | 90+1e |
|                 | 9  | Giacomo Raspadori     |     | 65e   |
|                 | 14 | Federico Chiesa       |     | 90+2e |
| Remplaçants :   |    |                       |     |       |
|                 | 17 | Moise Kean            |     | 65e   |
|                 | 16 | Bryan Cristante       |     | 70e   |
|                 | 8  | Jorginho              |     | 70e   |
|                 | 10 | Lorenzo Insigne       |     | 90+1e |
|                 | 20 | Federico Bernardeschi |     | 90+2e |
| Sélectionneur : |    |                       |     |       |
| Roberto Mancini |    |                       |     |       |

|                  | 1  | Thibaut Courtois     |     |     |
|                  | 5  | Jan Vertonghen       | 14e |     |
|                  | 3  | Jason Denayer        |     |     |
|                  | 2  | Toby Alderweireld    | 63e |     |
|                  | 22 | Alexis Saelemaekers  |     | 59e |
|                  | 8  | Youri Tielemans      |     | 59e |
|                  | 6  | Axel Witsel          | 56e |     |
|                  | 21 | Timothy Castagne     |     |     |
|                  | 11 | Yannick Carrasco     |     | 87e |
|                  | 23 | Michy Batshuayi      |     |     |
|                  | 17 | Hans Vanaken         |     |     |
| Remplaçants :    |    |                      |     |     |
|                  | 7  | Kevin De Bruyne      |     | 59e |
|                  | 18 | Charles De Ketelaere |     | 59e |
|                  | 20 | Leandro Trossard     |     | 87e |
| Sélectionneur :  |    |                      |     |     |
| Roberto Martínez |    |                      |     |     |

| Homme du match: Domenico Berardi |

### Finale
| Match 4                     | Espagne                   | 1 - 2   | France                             | San Siro, Milan                                                                |                                                                                |
| 10 octobre 2021 20h45 UTC+1 | ( Busquets) Oyarzabal 64e | (0 - 0) | 66e Benzema (Mbappé ) · 80e Mbappé | Spectateurs : 31 511 Arbitrage : Anthony Taylor Arbitre vidéo : Stuart Attwell | Spectateurs : 31 511 Arbitrage : Anthony Taylor Arbitre vidéo : Stuart Attwell |
| 10 octobre 2021 20h45 UTC+1 | Rapport                   |         |                                    | Spectateurs : 31 511 Arbitrage : Anthony Taylor Arbitre vidéo : Stuart Attwell | Spectateurs : 31 511 Arbitrage : Anthony Taylor Arbitre vidéo : Stuart Attwell |

| Espagne | France |

|                 | 23 | Unai Simón        |     |     |
|                 | 17 | Marcos Alonso     |     |     |
|                 | 12 | Eric García       |     |     |
|                 | 19 | Aymeric Laporte   | 86e |     |
|                 | 2  | César Azpilicueta |     |     |
|                 | 16 | Rodri             |     | 84e |
|                 | 5  | Sergio Busquets   |     |     |
|                 | 9  | Gavi              |     | 75e |
|                 | 22 | Pablo Sarabia     |     | 61e |
|                 | 21 | Mikel Oyarzabal   |     |     |
|                 | 11 | Ferran Torres     |     | 84e |
| Remplaçants :   |    |                   |     |     |
|                 | 7  | Yeremi Pino       |     | 61e |
|                 | 8  | Koke              |     | 75e |
|                 | 20 | Mikel Merino      |     | 84e |
|                 | 18 | Pablo Fornals     |     | 84e |
| Sélectionneur : |    |                   |     |     |
| Luis Enrique    |    |                   |     |     |

|                  | 1  | Hugo Lloris         |     |       |
|                  | 3  | Presnel Kimpembe    |     |       |
|                  | 4  | Raphaël Varane      |     | 43e   |
|                  | 5  | Jules Koundé        | 55e |       |
|                  | 22 | Théo Hernandez      |     |       |
|                  | 6  | Paul Pogba          | 46e |       |
|                  | 8  | Aurélien Tchouaméni |     |       |
|                  | 2  | Benjamin Pavard     |     | 79e   |
|                  | 7  | Antoine Griezmann   |     | 90+2e |
|                  | 10 | Kylian Mbappé       | 90e |       |
|                  | 19 | Karim Benzema       |     |       |
| Remplaçants :    |    |                     |     |       |
|                  | 15 | Dayot Upamecano     |     | 43e   |
|                  | 12 | Léo Dubois          |     | 79e   |
|                  | 17 | Jordan Veretout     |     | 90+2e |
| Sélectionneur :  |    |                     |     |       |
| Didier Deschamps |    |                     |     |       |

| Homme du match: Karim Benzema |

## Récompenses et statistiques

### Classement final
| Classement de la phase finale de la Ligue des nations |          |                         |
| \| Place \| Nation \| Stade de la compétition \| \| ------------------ \| -------- \| ----------------------- \| \| Médaille d'or \| France \| Vainqueur \| \| Médaille d'argent \| Espagne \| Finale \| \| Médaille de bronze \| Italie \| Demi-finale \| \| 4 \| Belgique \| Demi-finale \| |          |                         |
| Place | Nation   | Stade de la compétition |
| Médaille d'or | France   | Vainqueur               |
| Médaille d'argent | Espagne  | Finale                  |
| Médaille de bronze | Italie   | Demi-finale             |
| 4 | Belgique | Demi-finale             |

### Buteurs

#### 2 buts
- Ferran Torres
- Karim Benzema
- Kylian Mbappé (1 penalty)

#### 1 but
- Lorenzo Pellegrini
- Nicolò Barella
- Domenico Berardi (penalty)
- Yannick Carrasco
- Romelu Lukaku
- Charles De Ketelaere
- Mikel Oyarzabal
- Théo Hernandez

### Meilleur joueur
| Place         | Joueur          |
| ------------- | --------------- |
| Médaille d'or | Sergio Busquets |

## Dotations pour les fédérations
| Dotations de la Ligue des nations |          |          |
| \| Place \| Nation \| Dotation \| \| ------------------ \| -------- \| -------- \| \| Médaille d'or \| France \| 10,5 M€ \| \| Médaille d'argent \| Espagne \| 9 M€ \| \| Médaille de bronze \| Italie \| 8 M€ \| \| 4 \| Belgique \| 7 M€ \| |          |          |
| Place | Nation   | Dotation |
| Médaille d'or | France   | 10,5 M€  |
| Médaille d'argent | Espagne  | 9 M€     |
| Médaille de bronze | Italie   | 8 M€     |
| 4 | Belgique | 7 M€     |